# Syntormon monochaetus
Syntormon monochaetus är en tvåvingeart som beskrevs av Negrobov 1975. Syntormon monochaetus ingår i släktet Syntormon och familjen styltflugor. Inga underarter finns listade i Catalogue of Life.